# Lorenzo Manta
Lorenzo Manta (ur. 16 września 1974 w Winterthur) – szwajcarski tenisista, reprezentant w Pucharze Davisa.

## Kariera tenisowa
Jako zawodowy tenisista Manta występował w latach 1992–2001.
W grze podwójnej Szwajcar awansował do 1 finału zawodów ATP World Tour, w 1999 roku w Taszkencie wspólnie z Markiem Keilem.
W latach 1995–2001 Manta grał dla reprezentacji Szwajcarii w Pucharze Davisa. Rozegrał łącznie 16 meczów, z których w 10 triumfował.
W rankingu gry pojedynczej najwyżej był na 103. miejscu (12 czerwca 2000), a w klasyfikacji gry podwójnej na 82. pozycji (9 lipca 2001).

### Finały w turniejach ATP World Tour
| Legenda                                      |
| -------------------------------------------- |
| Wielki Szlem                                 |
| Igrzyska olimpijskie                         |
| Tennis Masters Cup / ATP Finals              |
| ATP Masters Series / ATP Tour Masters 1000   |
| ATP International Series Gold / ATP Tour 500 |
| ATP International Series / ATP Tour 250      |

#### Gra podwójna (0–1)
| Końcowy wynik | Nr | Data             | Turniej  | Nawierzchnia | Partner   | Przeciwnicy               | Wynik finału   |
| ------------- | -- | ---------------- | -------- | ------------ | --------- | ------------------------- | -------------- |
| Finalista     | 1. | 19 września 1999 | Taszkent | Twarda       | Mark Keil | Oleg Ogorodov Marc Rosset | 6:7(4), 6:7(1) |